# Estadio de La Cartuja
Das Estadio de La Cartuja (voller Name: Estadio La Cartuja de Sevilla, auch bekannt als Olympiastadion Sevilla) ist ein Fußballstadion in der spanischen Stadt Sevilla, Autonome Gemeinschaft Andalusien. Der Bau befindet sich auf der Isla de La Cartuja, dem Gelände der Weltausstellung Expo 92, am Fluss Guadalquivir. Das Stadion bot bis zum Umbau Platz für 57.619 Zuschauer. Mitte 2024 wurde mit den Bauarbeiten begonnen. Seit dem Umbau in ein reines Fußballstadion mit Entfernung der Leichtathletikanlage bietet es 71.374 Zuschauern einen Sitzplatz.

## Geschichte
Das Stadion wurde als Teil der Bewerbung Sevillas für die Olympischen Sommerspiele 2004, gemäß den Vorgaben des IOC, erbaut. Der Entwurf stammt von den Architekten Antonio Cruz Villalón und Antonio Ortiz García (Cruz y Ortiz Arquitectos). Für das mit einer Membran bespannte Ringseildach mit einer Grundrissfläche von 25.000 m² war Schlaich Bergermann Partner aus Stuttgart verantwortlich. Die Membran ist im Zick-Zack über die 44 oberen und 44 unteren Radialseile gespannt. Am 5. Mai 1999 wurde das Stadion mit dem Fußball-Freundschaftsspiel Spanien gegen Kroatien (3:1) eröffnet. Der europäische Fußballverband UEFA stuft dieses Stadion in die Kategorie 4 ein, was Voraussetzung ist, um als Austragungsort für ein Endspiel der UEFA Europa League oder UEFA Champions League in Frage zu kommen.
Da die beiden großen Fußballclubs der Stadt, Betis und der FC ihre Heimspiele in ihren langjährigen, vereinseigenen Spielstätten Estadio Benito Villamarín und Estadio Ramón Sánchez Pizjuán austragen, wird das Olympiastadion selten für Fußballspiele genutzt. Neben diversen Spielen der Nationalmannschaft fand das Endspiel um den UEFA-Pokal 2002/03 zwischen dem FC Porto und Celtic Glasgow (3:2 n. V.) statt. Am 26. Juni 1999 standen sich der FC Valencia und Atlético Madrid (3:0) im Endspiel um den spanischen Pokal, dem Copa del Rey, im La Cartuja gegenüber, Zwei Jahre später, am 30. Juni 2001, bestritten Real Saragossa und Celta Vigo (3:1) das Pokalfinale im Olympiastadion. Am 17. Januar 2021 bestritten Athletic Bilbao und der FC Barcelona das Finale um den spanischen Superpokal 2021 (3:2 n. V.).
Zwei Mal wurde das Stadion als Tennisarena für ein Endspiel im Davis Cup genutzt. Die spanische Davis-Cup-Mannschaft stand 2004 in Sevilla gegen die Davis-Cup-Mannschaft der Vereinigten Staaten im Finale und gewann mit 3:2. 2011 trafen die Spanier im La Cartuja im Endspiel auf Argentinien. Spanien gewann die Begegnung mit 3:1 und sicherte sich den fünften Titel im Davis Cup.
Das Estadio La Cartuja ist der Start- und Zielpunkt des Sevilla-Marathons. Bis 2013 fand dies im Stadion statt. Aus Kapazitätsgründen wurde es danach vor das Stadion verlegt.
Die Endspiele des spanischen Fußballpokals Copa del Rey von 2020 bis 2025 wurden im Stadion von Sevilla ausgetragen.
Neben Sportveranstaltungen finden auch Konzerte im Estadio La Cartuja statt.

### Fußball-Europameisterschaft 2021
Die Fußball-Europameisterschaft 2021 wurde in elf verschiedenen Städten in Europa ausgetragen. Für Spanien war ursprünglich das San Mamés in Bilbao vorgesehen. Aufgrund der COVID-19-Pandemie sah sich die baskische Regionalregierung nicht in der Lage, die von der UEFA geforderten Garantien zur (Teil-)Zulassung von Zuschauern auszusprechen. Das UEFA-Exekutivkomitee beschloss daher im April 2021, Bilbao als Spielort zu streichen und stattdessen die betreffenden drei Vorrundenspiele und ein Achtelfinale nach Sevilla zu vergeben. Die Regionalregierung Andalusiens traf dafür die Zusage, Zuschauer bis zu einer Kapazität von 30 % des Gesamtfassungsvermögens des Stadions zuzulassen.
|                                                |   |          |           |
| Mo. 14. Juni 2021 um 21:00 Uhr – Gruppe E      |   |          |           |
| Spanien                                        | – | Schweden | 0:0       |
| Sa., 19. Juni 2021 um 21:00 Uhr – Gruppe E     |   |          |           |
| Spanien                                        | – | Polen    | 1:1 (1:0) |
| Mi., 23. Juni 2021 um 18:00 Uhr – Gruppe E     |   |          |           |
| Slowakei                                       | – | Spanien  | 0:5 (0:2) |
| So., 27. Juni 2021 um 21:00 Uhr – Achtelfinale |   |          |           |
| Belgien                                        | – | Portugal | 1:0 (1:0) |

### Pläne für die Fußball-Weltmeisterschaft 2030
Die Autonome Gemeinschaft Andalusien plant die Renovierung und den Ausbau des Estadio de La Cartuja im Hinblick auf die Fußball-Weltmeisterschaft 2030. Im November 2023 erklärte Andalusien für 20 Mio. Euro die Spielstätte zu einem Nationalstadion zu machen. Mitte März 2024 wurden dazu Pläne veröffentlicht. Nach Angaben von Arturo Bernal, Minister für Tourismus, Kultur und Sport von Andalusien, soll die Summe für den Ausbau auf über 70.000, erweiterbar auf maximal 75.000 Sitzplätze, genutzt werden. Das Estadio de La Cartuja ist nach dem Camp Nou und dem Estadio Santiago Bernabéu das drittgrößte Stadion Spaniens. Am 24. April 2025 fand im frisch renovierten Stadion das Endspiel der Copa del Rey 2024/25 statt.
Das Estadio de La Cartuja wird ab der Saison 2025/26 als Übergangsspielstätte für Betis Sevilla dienen. Die Renovierung des Estadio Benito Villamarín, die von 2025 bis 2027 geplant ist, beginnt. Auch der FC Sevilla plant einen umfangreichen Umbau des Estadio Ramón Sánchez Pizjuán (von 2026 bis 2028) und würde auch in das La Cartuja ausweichen.

## Galerie

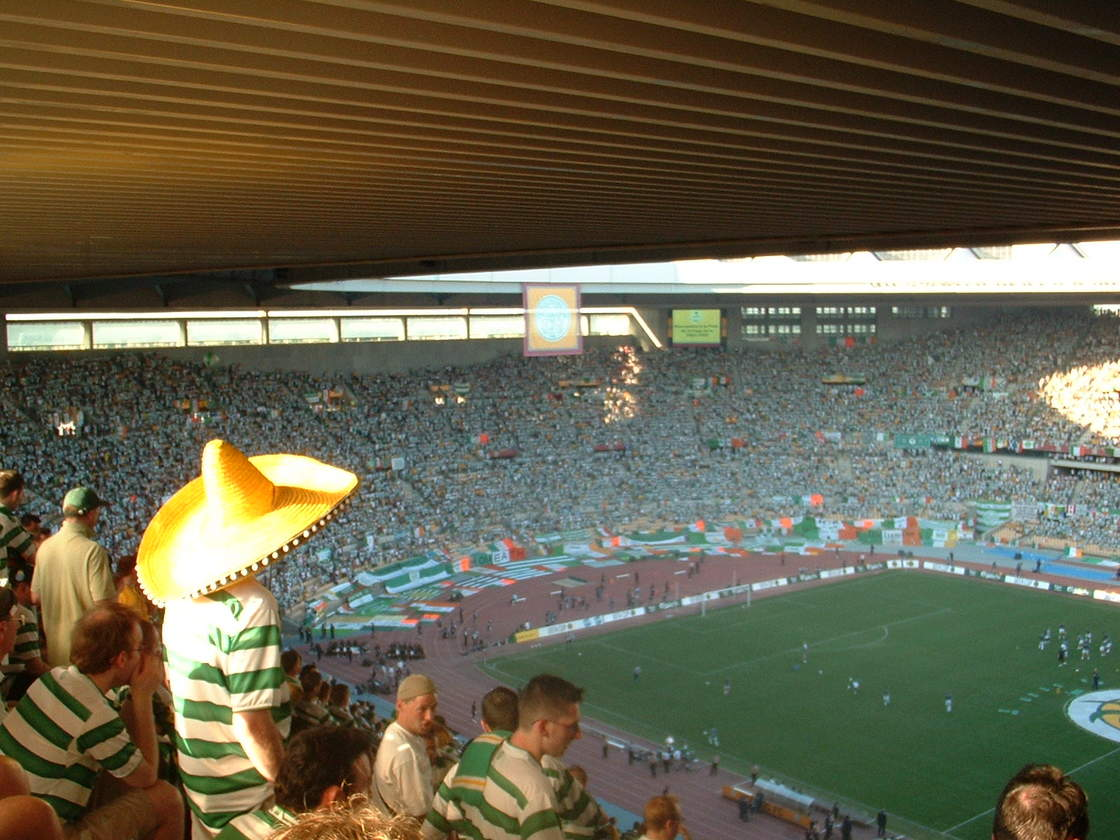
Das Stadion vor dem Endspiel im  UEFA-Pokal 2002/03
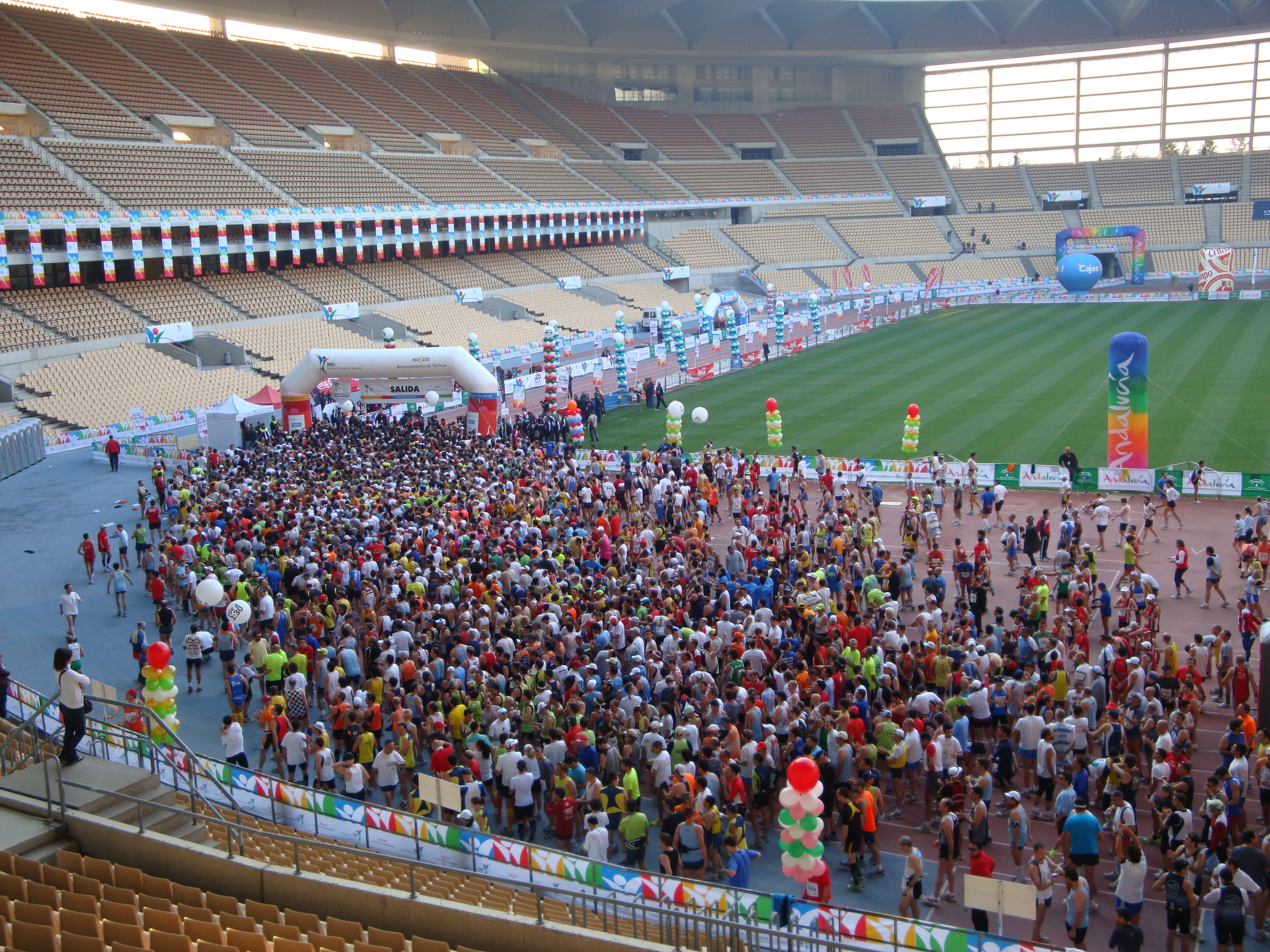
Start des Sevilla-Marathons 2009